# Ackboo
Ackboo est producteur et compositeur de musique reggae et dub.

## Biographie
En 2007, Ackboo apparaît sur la 1re compilation CD du label allemand 'Phoenix Uplifment' aux côtés de Manutension, O.B.F. Sound System, etc. En 2009, le label anglais 'Roots Youths' sort 'Bangladesh Dub', entièrement composé, produit, et mixé par Ackboo. Ce titre sera très bien accueilli par la presse spécialisée, et sera diffusé sur France Inter dans l'émission Boulibaï Vibrations, ainsi que sur Le Mouv' en 2010.
Également auteur de productions pour différents acteurs de la scène dub internationale, il est présent sur les playlists de radio étrangères et notamment anglaises comme Safe Radio ou Life FM. Ses productions sont également jouées par de grands DJ et sound systems comme Jah Shaka ou Iration Steppa.
En 2011, le label américain Black Redemption sort "How Long", maxi 4 titres qui fut également bien accueilli par le public.
En 2013, Il sort son 1er album "Turn Up The Amplifier" sur le label français Hammerbass records. Le disque est encensé par le public et la presse, et sera notamment chroniqué par Télérama, Mondomix, et d'autres médias grand public.[réf. nécessaire]
En 2014 il sort un nouvel EP intitulé Pressure Riddim sur son label Tanta Records avec notamment la participation de Taiwan MC (Chinese Man) et est invité pour la 2e fois de suite par le Télérama Dub Festival pour proposer une création live avec les Bush Chemists. Plusieurs dates en France ont lieu dont Marseille, Lyon, Bordeaux et Paris.
En 2015, Ackboo produit Mexico in Dub, un single dont les bénéfices sont reversés à une association caritative en faveur des enfants défavorisés au Mexique. Il joue au Festival de Dour la même année.
En 2016, sort Invincible, le deuxième album. Le disque est classé plusieurs jours en top Reggae France sur iTunes et est noté "FFF" par le magazine Télérama.
En 2017 Ackboo quitte label et manager et devient indépendant. La même année, il arrive à monter seul une tournée internationale et compose un nouvel album.
Au début de l'année 2018, il parvient à réunir près de 12000 euros grâce à une campagne de financement participatif pour produire son 3eme album : Pharaoh. L'album sort le 15 juin 2018 et est distribué par Patate Records, figure emblématique de la scène Parisienne.

## Concerts
En live, Ackboo utilise un ordinateur dans lequel sont stockés la totalité de ses samples, qui sont envoyés à sa table de mixage. Il recrée en direct le mix du morceau agrémenté de plusieurs effets comme l'echo, la reverb, etc. Sur scène il est accompagné d'un MC ou d'un chanteur.

## Musiciens invités
- Horace Andy : chant
- Linval Thompson : chant
- King General : chant
- Taiwan MC : chant
- Chazbo : melodica
- Matic Horns : trombone
- Marcus Gad : chant
- Omar Perry : chant
- Malone Rootikal : chant
- Green Cross : chant
- Zion I : chant
- Art-X: mélodica
- Brother Culture : chant
- S'Kaya : chant